# 웨이브온엔터
웨이브온 엔터는 대한민국의 연예기획사다. 현재는 사업을 정리하여 더 이상 존재하지 않는다.

## 소속 연예인
- 박기웅 - 배우
- 김병옥 - 배우
- 김은정 - 배우
- 김해주 - 배우